# デルタ航空191便墜落事故
デルタ航空191便墜落事故（デルタこうくう191びんついらくじこ、Delta Air Lines Flight 191）は、1985年8月2日、フロリダ・フォートローダーデール発テキサス州ダラス・フォートワース経由カリフォルニア州ロサンゼルス行き、デルタ航空191便（ロッキード L-1011-385-1 トライスター）が、着陸前に急降下・旋回し、滑走路手前の高速道路・空き地に墜落し、滑走路手前の空き地の貯水タンクに突っ込み、爆発炎上し、乗員乗客134名と高速道路を走行していた車のドライバー1名、計135名が死亡した事故である。

## 概要

191便の座席表
白は空席・犠牲者（赤）の多くは機体前方に多い

乗員乗客163名のうち、被害が少なかった機体後方の乗客など29名（乗員3名、乗客26名）が生存した。予約した前方の座席が禁煙席だったことから、喫煙ができる後方に変更したことで難を逃れた乗客もいた。
この事故で、IBM PCの開発を指揮したドン・エストリッジも妻と共に犠牲になっている。

## 事故の経過

### 事故当日の191便

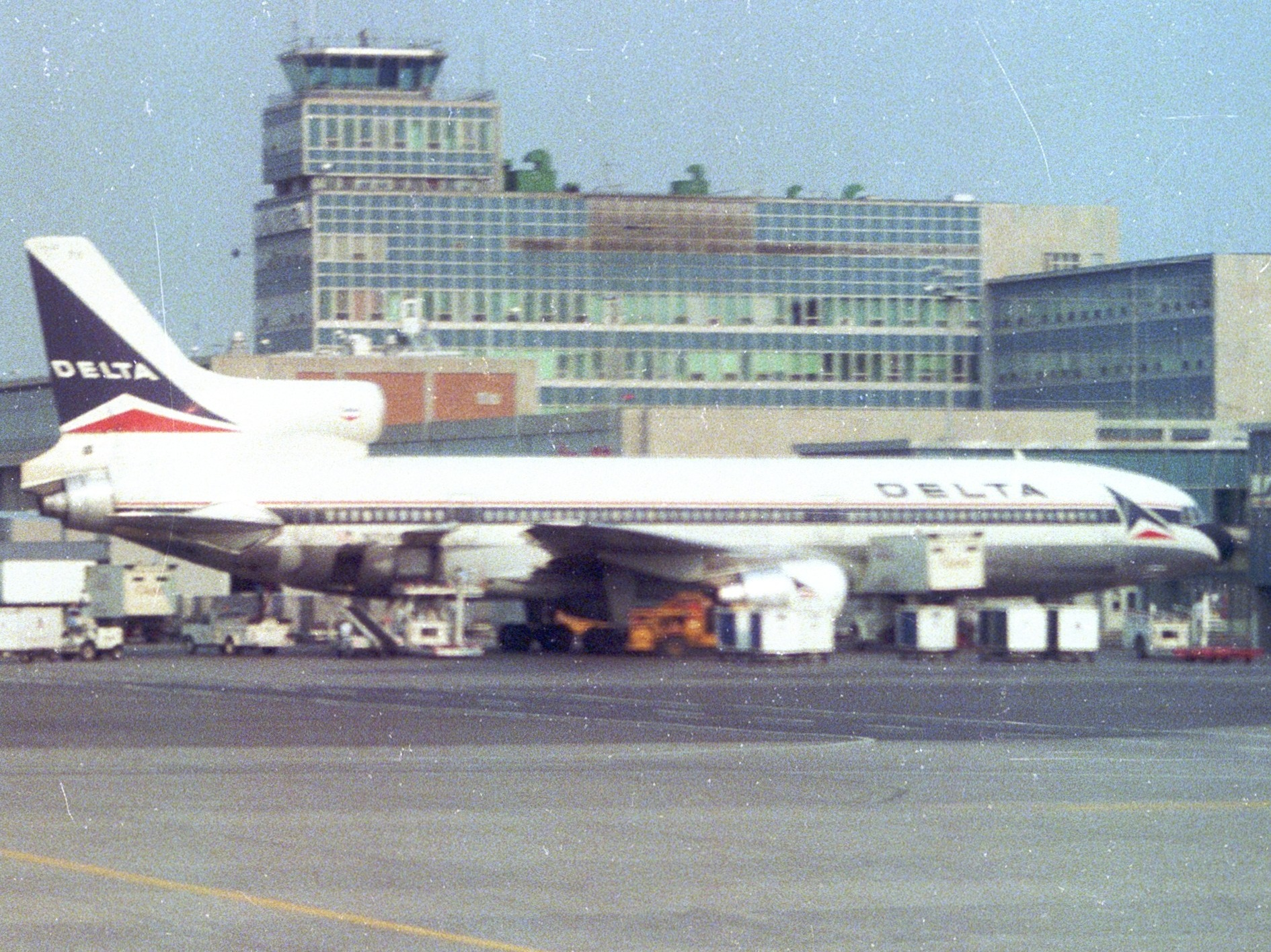
事故機（1984年7月撮影、モントリオール・ドルバル国際空港にて）

- フライトプラン：フロリダ州フォートローダーデール・ハリウッド国際空港→テキサス州ダラス・フォートワース国際空港
- 運行機材：ロッキード L-1011-385-1 トライスター
- 航空会社：デルタ航空
- 機体記号：N726DA
- コールサイン：Delta191
- 乗員
  - コックピットクルー：3名
  - 客室乗務員：8名
- 乗客数：152名

### 急降下

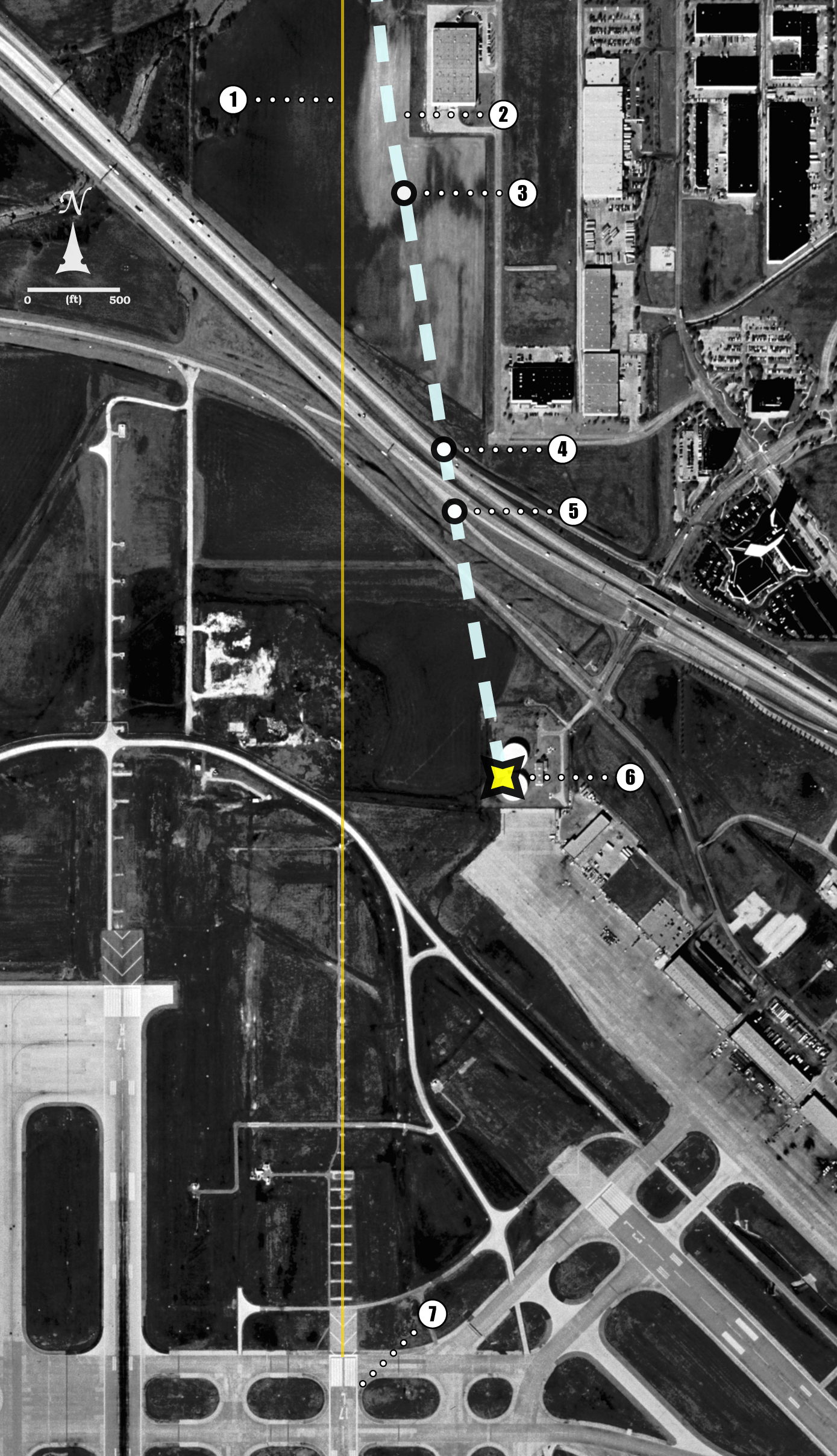
事故機の経路。黄色が本来のルート、点線が191便のルート。

着陸のため降下中、機長は進路前方に嵐を確認し管制官に進路の変更を要請した。一度は嵐を回避したものの再び発生していた嵐に突入してしまう。
着陸進入中、突然機体が急降下し始めた。パイロットはエンジンを全開にし、しばらくして急降下はおさまったものの、さらにしばらくして右に傾きながら再び急降下し始めた。
墜落直前、機長は着陸復航を指示したが急激に降下している中では不可能であった。

### 墜落

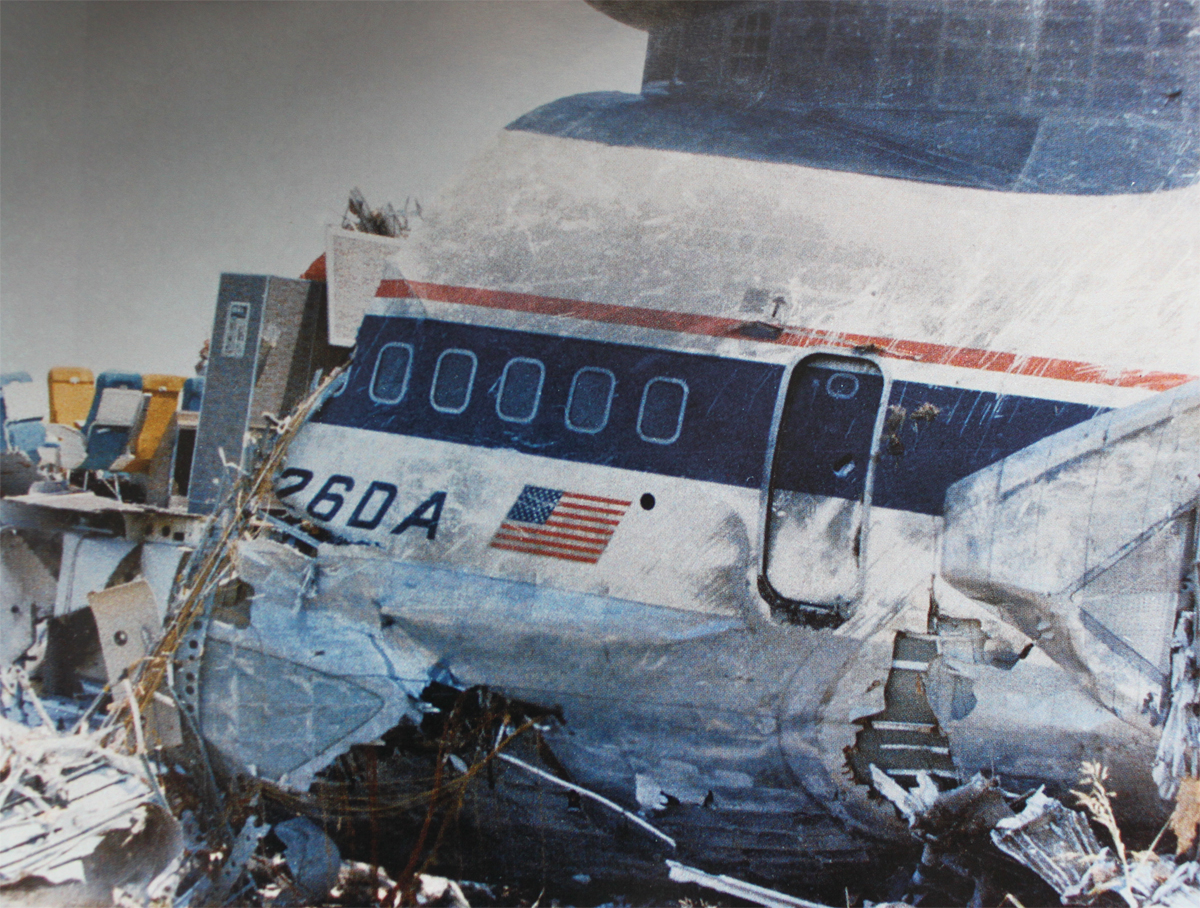
事故機の尾部

墜落直前、副操縦士は機体を水平に戻すものの地上からわずか数メートルしかなく、空き地に接地した後に高速道路に突っ込んだ。その際、右エンジンが走行していた乗用車を直撃し、運転手は即死した。その後機体はわずかに上昇したものの、再び空き地に接地した。コントロールを失った機体は空港敷地内にあった貯水タンクに激突し、垂直尾翼を含む機体後部を残して大破、炎上した。

## 原因
雷雲から雲が地上に向かって落ちてくる、マイクロバースト現象により発生した追い風と下降気流で機体が急降下し、一度は体勢を立て直したが、再び追い風に遭遇したことで機体が失速し、墜落した。原因となった雷雲は事故前より発生していたが（この時期のダラス空港は雷雨が頻繁に生じていた）、191便の直前に着陸進入中であったリアジェットが通常通り着陸していたことや、当時空港にマイクロバーストを検知するドップラー気象レーダーが設置されていなかったことから、事故直前まで管制官・パイロット共に予測できなかった。
この事故を契機にダウンバーストを観測できるドップラー気象レーダーの空港への設置が急がれ、また機体の気象レーダーも強化が図られた。

## この事故を扱った番組
- メーデー!:航空機事故の真実と真相 第5シーズン第1話「大地への激突」、番外編4 第6話「滑走路視認」